# Sigili
Sigili ist ein Verwaltungsbezirk (englisch Ward) des Distrikts Nzega (DC) in der tansanischen Region Tabora.

## Geografie
Sigili ist ein ländlicher Bezirk im westlichen Teil des zentralen Hochlands von Tansania, etwa 35 Kilometer Luftlinie nordwestlich der Distrikthauptstadt Nzega. Die Grenze im Nordosten bildet der Fluss Manonga, der später in den Kitangirisee mündet.
Bei der Volkszählung 2022 lebten 13.285 Menschen in 2147 Haushalten auf einer Fläche von 122 Quadratkilometern.
Der Bezirk grenzt im Norden und Nordosten an die Region Shinyanga und sonst an fünf Bezirke des Distrikts Nzega (DC):
|         | Msalala                                     | Shinyanga |
| Igusule | Kompassrose, die auf Nachbargemeinden zeigt | Nata      |
| Mwamala | Kasela                                      | Mwangoye  |

## Gliederung
Der Bezirk besteht aus fünf Gemeinden (swahili Mtaa) mit 23 Orten (Kitongoji):
| Bulambuka - Bulambuka - Mwakasumbi - Buganda | Lyamalagwa - Kibaya - Busegeji - Kagongwa - Lyamalagwa | Sigili - Widube - Nyaluba - Nyandekwa - Ilandala - Shapela - Kageye - Makengela - Wela | Bulende - Mwanzobe - Mwambiti - Bulende | Iboja - Izenzele - Busumbwa - Iboja - Ntobo - Bulyasungwi |

## Infrastruktur
- Bildung: Die einzige weiterführende Schule ist die staatliche Sigili Secondary School.[8] Sie bildet Tagesschüler bis zur 4. Stufe aus.[9]
- Medizinische Versorgung: In den Gemeinden Sigili[10] und Iboja[11] liegt je eine staatliche Apotheke.